# Talun (Kemalang)
Talun is een bestuurslaag in het regentschap Klaten van de provincie Midden-Java, Indonesië. Talun telt 1973 inwoners (volkstelling 2010).